# Friedrich Adolf Philippi
Pour les articles homonymes, voir Philippi.
Friedrich Adolf Philippi (15 octobre 1809 à Berlin - 29 août 1882 à Rostock) est un théologien luthérien d'origine juive.

## Biographie
Il est le fils d'un riche banquier juif, ami de la famille Mendelssohn.
Converti au christianisme en 1829, il étudie la philosophie et la théologie à Berlin et Leipzig (PhD 1831), puis devient successivement professeur dans une école privée de Dresde et au lycée de Joachimsthal à Berlin (1833).
En 1837, il reçoit son diplôme de pasteur luthérien et, en 1838, est admis en tant que privatdozent à la faculté de théologie de l'Université Humboldt de Berlin.
En 1841, il est élu professeur de théologie à l'université de Dorpat et reçoit le diplôme de DD "honoris causa" de l'Université Friedrich-Alexander d'Erlangen-Nuremberg en 1843.